# ISO 3166-2:BE
ISO 3166-2:BE는 지리 식별 부호(geocode)를 정의하는 ISO 표준인 ISO 3166-2의 일부이며 벨기에에 적용된다. 3개 지역, 10개 주에 식별 부호가 할당되어 있다.   
각 식별 부호는 ISO 3166-1에서 벨기에을 나타내는 BE, 지역과 주를 나타내는 3자리 알파벳으로 구성되어 있으며 그 두 부분 사이에 줄표(-)를 넣는다. 

## 지역
- BE-BRU 브뤼셀 수도 지역
- BE-VLG 플란데런 지역
- BE-WAL 왈롱 지역

## 주
- BE-VAN 안트베르펜주
- BE-VBR 플람스브라반트주
- BE-VLI 림뷔르흐주
- BE-VOV 오스트플란데런주
- BE-VWV 베스트플란데런주
- BE-WBR 브라방왈롱주
- BE-WHT 에노주
- BE-WLG 리에주주
- BE-WLX 뤽상부르주
- BE-WNA 나뮈르주

## 같이 보기
- 벨기에의 행정 구역